# Скотаренко Дмитро Олександрович
Дмитро Олександрович Скотаренко (нар. 28 червня 1973, Краматорськ, Донецька область, УРСР) — радянський та український футболіст, півзахисник, тренер.

## Життєпис
Вихованець луганського ЛВУФК. На дорослому рівні починав грати за команди Луганська в аматорських змаганнях. У сезоні 1992/93років перебував у заявці луганського «Динамо» для участі в другій лізі, але жодного матчу не зіграв.
У 1993 році виступав у першій лізі Росії за «Уралан», на наступний рік грав у третій лізі за «Спартак-Братський».
Повернувшись в Україну, декілька років грав за аматорські команди. У професіональних змаганнях на батьківщині дебютував у жовтні 1996 року в складі «Шахтаря» (Стаханов) у другій лізі. Потім грав у першій лізі за «Явір» (Краснопілля) і знову в другій — за ВПС (Краматорськ).
У 1999 році перейшов у клуб «Німан» (Мости), який грав у першій лізі Білорусі. Наступного року виступав у вищій лізі за «Комунальник» (Слонім), а в 2001 році — за «Нафтан» (Новополоцьк), з обома командами займав місце в зоні вильоту. Всього у вищій лізі Білорусі зіграв 44 матчі та відзначився одним голом. Автором голу став в останньому турі сезону 2000 року, 4 листопада 2000 року в матчі проти брестейського «Динамо» (2:5).
З 2010 року протягом декількох років очолював аматорський клуб «Краматорськ». У 2012 році зі своїм клубом став срібним призером чемпіонату Донецької області, в наступному сезоні команда брала участь в турнірі вищого рівня — першості Донбасу, де набрала лише 3 очки в 18 матчах. Станом на 2016 рік продовжував працювати з командою.

## Особисте життя
Батько, Олександр Іванович (народився 1950 року) теж був футболістом, у 1970-ті роки грав за команди Краматорська в змаганнях колективів фізкультури.